# Pichonia
Pichonia é um género botânico pertencente à família Sapotaceae.

## Espécies
- Pichonia balansana Pierre
- Pichonia calomeris (Baill. ex Guillaumin) T.D.Penn.
- Pichonia daenikeri (Aubrév.) Swenson, Bartish & Munzinger
- Pichonia lauterbachiana (H.J.Lam) T.D.Penn.
- Pichonia lecomtei (Guillaumin) T.D.Penn.
- Pichonia novocaledonica (Engl.) T.D.Penn.
- Pichonia occidentalis (H.J.Lam) Aubrév.
- Pichonia sessiliflora (C.T.White) Aubrév.